# Črna mati zemla (predstava)
Črna mati zemla kazališna je predstava nastala prema istoimenom romanu Kristiana Novaka u režiji Dore Ruždjak-Podolski, a u produkciji Zagrebačkog kazališta mladih.

## Povijest
Predstava Črna mati zemla premijerno je izvedena 1. travnja 2017. godine, te je vrlo brzo postala hit predstava kazališta ZKM. Nastala je po popularnom istoimenom romanu Kristiana Novaka, a u adaptaciji Tomislava Zajeca. Predstava je gostovala na brojnim kazališnim festivalima u regiji te je dobila desetak kazališnih nagrada uključujući Nagradu hrvatskog glumišta za najbolju predstavu u sezoni 2016./2017. Kritike su bile odlične pa je tako Tomislav Čadež napisao kako je u pitanju "komad snažne energije i čiste nepatvorene tuge" Predstava je tjednima unaprijed bila rasprodana, a Kristian Novak se preko noći pretvorio u najveću književnu senzaciju novije povijesti hrvatske književnosti. 
Predstava je snažno obilježila novo razdoblje u razvoju Zagrebačkog kazališta mladih nakon odlaska dugogodišnje ravnateljice Dubravke Vrgoč i dolaska Snježane Abramović Milković. Uz predstave Hinkeman (redatelj: Igor Vuk Torbica) i Eichmann u Jeruzalemu (redatelj: Jernej Lorenci) najuspješnija je predstava novog razdoblja ZKM-a. Ključna je i za predstavljanje pomlađenog ansambla na čelu kojeg su Dado Ćosić, Adrian Pezdirc, Mia Biondić i Mateo Videk, a koji će obilježiti novo razdobolje ovog kazališta.  
Svečana 100. izvedba predstave održana je 13. prosinca 2024. godine. 

## Autorski tim
Režija: Dora Ruždjak-Podolski

Autor dramatizacije i dramaturg: Tomislav Zajec

Kostimografija: Doris Kristić

Suradnica za scenski pokret: Petra Hrašćanec

Skladatelj: Stanko Kovačić

Scenografija: Stefano Katunar

Jezična savjetnica: Ines Carović

Igraju:

Adrian Pezdirc - Matija

Dado Ćosić - Franjo

Doris Šarić-Kukuljica - Majka

Urša Raukar - Baka

Pjer Meničanin - Dr. Miholjek Lazanin; Hešto

Milica Manojlović - Dr. Perković; Pujto

Nataša Dorčić - Iva

Mia Biondić - Dina

Dora Polić - Teta; Lidija; Terezika Kunčec

Suzana Nikolić/Nataša Dangubić - Dejanova majka; Učiteljica

Barbara Prpić - Suzana; Milica

Nađa Perišić - Silvija; Franjina majka

Damir Šaban - Zvonko Demokracija; Svećenik

Danijel Ljuboja - Mladen Horvat

Zoran Čubrilo - Franjin otac; Dejanov otac; Šogor; Stankec; Imbro Perčić

Jasmin Telalović - Dejan; Zdravko Tenodi

Mateo Videk - Krunek; Mario Brezovec

Stanko Kovačić - Glazbenikc

Nikola Ljutić/Leon Bujanović - Krunek; Mario Brezovec

## Nagrade
32. Gavelline večeri, Zagreb

- Nagrada za najbolju režiju: Dora Ruždjak Podolski

26. Nagrada hrvatskog glumišta, Zagreb

- Najbolja dramska predstava u cjelini

- Najbolje redateljsko ostvarenje: Dora Ruždjak Podolski

- Najbolja sporedna ženska uloga: Urša Raukar

28. Marulićevi dani, Split

- Nagrada Marul za najbolju predstavu u cjelini

- Nagrada Marul za režiju: Dora Ruždjak Podolski

- Nagrada Marul za dramaturgiju/dramatizaciju /adaptaciju predstave: Tomislav Zajec

- Nagrade Marul za umjetničko ostvarenje za oblikovanje kostima: Doris Kristić

- Nagrada generalnog medijskog pokrovitelja Festivala, dnevnog lista Slobodna Dalmacija za glumačko ostvarenje: Urša Raukar

63. Sterijino pozorje, Novi Sad

- Nagrada publike